# Ørum Sogn (Hedensted Kommune)
 For alternative betydninger, se Ørum Sogn. (Se også artikler, som begynder med Ørum Sogn)
Ørum Sogn er et sogn i Hedensted Provsti (Haderslev Stift).
I 1800-tallet var Daugård Sogn anneks til Ørum Sogn. Daugård hørte til Hatting Herred, Ørum til Bjerre Herred, begge i Vejle Amt. Ørum-Daugård sognekommune indgik før kommunalreformen i 1970 i Hedensted-Daugård Kommune, som ved selve reformen blev udvidet til Hedensted Kommune.
I Ørum Sogn ligger Ørum Kirke.
I sognet findes følgende autoriserede stednavne:
- Ilkær (bebyggelse)
- Ørum (bebyggelse, ejerlav)
- Ørumgård (ejerlav, landbrugsejendom)